# П'єр Морель (дипломат)
П'єр Жан Луї Ашиль Морель (фр. Pierre Jean Louis Achille Morel; нар. 27 червня 1944, Роман-сюр-Ізер, департамент Дром, Франція) — європейський і французький дипломат, випускник Національної школи адміністрації (Франція), випуск імені Томаса Мора (1971 рік).

## Біографія

### Навчання
- 1965 рік — випускник Паризького інституту політичних наук
- 1966 рік — диплом ступеня ліцензіата в області права (університет Парижа)
- 1969 рік — 1971 рік — навчання в Національній школі адміністрації, випуск імені Томаса Мора.

### Французька дипломатична кар'єра
- З 1-го червня 1971 року — на дипломатичній роботі, займається в центральному апараті МЗС Франції військово-політичними питаннями і СРСР
- 1976 рік — 1979 рік — перший секретар, а потім другий радник посольства Франції в Москві, у тому числі виконує дипломатичні місії на території СРСР в Алма-Аті (Казахська Радянська Соціалістична Республіка), Фрунзе (Киргизька Радянська Соціалістична Республіка), Душанбе (Таджицька Радянська Соціалістична Республіка), Ташкенті (Узбецька Радянська Соціалістична Республіка) і Ашхабаді (Туркменська Радянська Соціалістична Республіка), столицях нинішніх незалежних Казахстану, Киргизстану, Узбекистану, Таджикистану. Туркменістану
- 1979-1981 — залишаючись в кадрах МЗС, робота як спеціального референта з регіональних і соціальних питань в Генеральному секретаріаті Міжміністерського комітету з європейських питань при прем'єр-міністрі Франції.
- 1981-1985 рік — після обрання Франсуа Міттерана 10 травня 1981 року президентом республіки, П'єр Морель, залишаючись в кадрах МЗС, переведений на роботу в апарат президента Франції як референт і пізніше — технічний радник з підготовки європейських самітів і зустрічей «Сімки» на вищому рівні, а також з військово-політичних питань[2].
- До 1985 — 1986 — робота в центральному апараті МЗС Франції: директор політичного департаменту. У рамках роботи Політичного комітету бере участь у переговорах по Люксембурзькому договору.
- 1986-1989 — Надзвичайний і повноважний Посол Франції на конференції з роззброєння в Женеві (Швейцарія).
- 1989 — Після Паризької конференції по забороні хімічної зброї в січні 1989 року, обраний головою спеціального комітету по переговорам з підписання Конвенції про заборону хімічної зброї.
- Липень 1990 — призначений керівником французької делегації у Віденському підготовчому комітеті з організації саміту ОБСЄ в Парижі в листопаді 1990 року, на яких була прийнята «Паризька хартія для нової Європи».
- 1991–1992 — дипломатичний радник Президента Французької Республіки Франсуа Міттерана, бере участь у переговорах щодо укладення Маастрихського договору.
- 1992-1996 — Надзвичайний і Повноважний Посол Франції в Росії і за сумісництвом в Монголії, Таджикистані. Туркменістані, Молдові, Грузії і Киргизстані. Регулярно відвідує зазначені країни і зустрічається з їх вищим керівництвом.
- 1996-2002 — Надзвичайний і повноважний Посол Франції в Пекіні, регулярно відвідував найвіддаленіші райони Китаю (Сіньцзян-Уйгурський автономний район, Тибет).

- 2002-2006 — Надзвичайний і повноважний Посол Франції при Святому Престолі.
- 2005—2006 — робота в центральному апараті МЗС: в міністерському Центрі аналізу та прогнозування, а також виконуючи функції посла зі спеціальних доручень в Мінській групі по Нагірному Карабаху на рівні заступників міністрів закордонних справ (в Баку і Єревані), керівника французької делегації на Конференції з євроазіатської енергетичної безпеки в Тбілісі і на міжконфесійній зустрічі в Ларнаці.

### Міжнародна дипломатична кар'єра в Європейському Союзі
- З 2006 по теперішній час — виділений Францією в розпорядження Європейського Союзу, є Спеціальним представником Європейського союзу з Центральної Азії (фр. Représentant spécial de l'UE pour l'Asie centrale) зі штаб-квартирою в Брюсселі
- З 2008 за сумісництвом виконує функції Спеціального представника Європейського союзу по кризі в Грузії зі штаб-квартирою в Брюсселі (фр. Représentant spécial de l'UE pour la crise en Géorgie)[3][4]
- З травня 2015 призначений керівником політичної групи тристоронньої контактної групи (у рамках «мінського процесу»). З вересня 2015 з'явилася інформація про появу «плану Мореля»[5].

## Громадська і наукова діяльність
- Член Міжнародного інституту стратегічних досліджень в Лондоні.

## Знання іноземних мов
- П'єр Морель, крім французької, володіє німецькою, англійською, італійською і російською мовами.
- Має базові знання китайської мови.

## Нагороди
- Офіцер ордена Почесного легіону (16 квітня 2006 року)[6]
- Командор ордена «За заслуги» (Франція) (14 травня 2010 року)[7]
- Кавалер Великого хреста ордена Пія IX (Святий Престол, 16 жовтня 2004)[8]
- Орден «Данакер» (Киргизія, 7 вересня 2011 року) — за великий внесок у зміцнення співробітництва між народами, у розвиток науки, освіти і культури[9]

## Цікаві факти
Працюючи у першому довгостроковому закордонному відрядженні в Москві в 1976—1979 роках, П'єр Морель познайомився і одружився зі своєю колегою з посольства Франції в СРСР Ольгою Базанофф, француженкою російського походження, з якою вони обвінчалися в православному храмі Іоанна Воїна на Якиманці.

## Сім'я
- Батько — Андре Луї Морель (фр. André Louis Morel), хірург
- Мати — Жанін Валерно (фр. Janine Vallernaud)[11]
- Дружина — Ольга Морель, уроджена Базанофф (фр. Olga Basanoff) (Базанова). Має дипломи Паризького інституту політичних наук, французької Національної школи східних мов (російська мова) і Гарвардського університету в США (1977—1978, китайська мова)[12]. Французький кар'єрний дипломат, на дипломатичній роботі з грудня 1967: третій секретар посольства в Пекіні (1967—1970 рр.), Другий секретар посольства в Будапешті (1970—1972 рр.), перший секретар, а потім другий радник посольства в Москві (1973—1979 рр.), перший радник, заступник постійного представника Франції при штаб-квартирі ООН в Женеві, 1989—1991 рр. Має ранг Надзвичайного і повноважного посла Французької Республіки.
- Діти:
  - Старший син — Алексіс.
  - Дочка — Аніссія. У 2010 році, як і батько, закінчила ЕНА, випуск імені Еміля Золя[13] Одружена із Томом Туґендгатом, кандидатом у прем’єр-міністри Британії у 2022 році.
  - Молодший син — Адріян.